# Arabella Stanton
Arabella Stanton (nacida en 2013 o 2014) es una actriz británica. En mayo de 2025 se confirmó su fichaje para interpretar a Hermione Granger en la próxima serie de televisión de HBO basada en Harry Potter.

## Biografía
Stanton interpretó a Matilda Wormwood en la producción londinense de Matilda, en el reconocido circuito teatral del West End, desde septiembre de 2023 hasta 2024. También encarnó a Control en el musical Starlight Express, de Andrew Lloyd Webber, en otra producción del West End, desde julio de 2024 hasta febrero de 2025.
En mayo de 2025 fue anunciada como la nueva Hermione Granger en la próxima serie de televisión de Harry Potter, que se emitirá por HBO. Compartirá protagonismo con Dominic McLaughlin y Alastair Stout, quienes interpretarán a Harry Potter y Ron Weasley, respectivamente.

## Filmografía
| Indica proyectos que aún no han sido estrenados. | Indica proyectos que aún no han sido estrenados. |

### Teatro
| Año       | Título            | Personaje        | Refs. |
| --------- | ----------------- | ---------------- | ----- |
| 2023–2024 | Matilda           | Matilda Wormwood | [ 6 ] |
| 2024–2025 | Starlight Express | Control          | [ 9 ] |

### Televisión
| Año  | Título       | Personaje        | Notas        | Ref.         |
| ---- | ------------ | ---------------- | ------------ | ------------ |
| 2027 | Harry Potter | Hermione Granger | Protagonista | [ 3 ] [ 10 ] |